# 三股筋香
三股筋香（学名：Lindera thomsonii）为樟科山胡椒属下的一个种。